# Weisseck
Le Weisseck (ou Weißeck) est un sommet des Alpes, à 2 711 m d'altitude, dans les Niedere Tauern, et en particulier le point culminant du chaînon du Radstädter Tauern, en Autriche (land de Salzbourg).